# La Croix (diari)
La Croix és un diari francès fundat l'any 1883 per la congregació de religiosos catòlics (sacerdots i germans) dels Agustins de l'Assumpció. El diari afirma ser obertament cristià i catòlic, però les postures editorials han evolucionat al llarg de la seva història sobre aquests supòsits. Des de la seva fundació pertany al grup Bayard Presse. L'any 2020 era el cinquè diari nacional a França en termes de circulació de pagament.

## Història

### De mensual a diari (1880-1883)
Tot i que el pare Emmanuel d'Alzon (1810-1880), fundador dels assumpcionistes i dels oblats de l'assumpció, fou el promotor d'aquesta publicació, l'autèntic impulsor en fou el pare Vincent de Paul Bailly.
El primer número de La Croix va aparèixer l'any 1880; aleshores de tirada mensual. El primer número del diari aparegué el dia 15 de juny del 1883 (diari amb data de 16 de juny de 1883).

### Els orígens (1883-1900)

#### L'auge del diari
El diari La Croix buscà des del principi diferenciar-se d'altres diaris conservadors, sobretot practicant una agressiva política de preus:
| « | (francès) Le coup d'audace consiste à lancer un journal populaire (5 centimes le numéro) à un moment où la «grande» presse des catholiques vise surtout les notables. Ce quotidien se démarque des autres titres de la mouvance conservatrice et contre-révolutionnaire en s'affirmant «uniquement catholique, apostolique et romain», et en refusant de se réclamer d’un courant politique. La Croix est cependant farouchement antirépublicaine et anti-laïque à ses débuts | (català) L'atrevida jugada consisteix a llançar un diari popular (5 cèntims per número) en un moment en què la "gran" premsa catòlica s'adreça principalment als notables. Aquest diari es diferencia d'altres títols del moviment conservador i contrarevolucionari per afirmar-se "únicament catòlic, apostòlic i romà", i per negar-se a reivindicar cap corrent polític. Tanmateix, La Croix va ser ferotgement antirepublicana i antisecular als seus inicis. | » |

El preu anunciat a la portada és d'un sou (valor monetari de l'Antic Règim, però també nom popular) i caldrà la intervenció dels poders públics perquè La Croix, no sense ironia, es comprometi a modificar el preu mostrat en «5 cèntims». Durant uns quants anys La Croix va aparèixer en dos formats. El primer fou el d'una publicació periòdica de petit format destinada al lector popular, el segon la d'un diari de gran format destinat a un públic més exigent i culte. A partir de 1890 el diari, com la majoria dels bisbes francesos, es mostrava reticent a la política del papa Lleó XIII (favorable al Ralliement de la República), va ironitzar amb el brindis d'Alger del cardenal Lavigerie i va publicar sense comentaris els primers textos oficials sobre el Ralliement. No obstant això, al final de l'encíclica Au milieu des sollicitudes del 16 de febrer del 1892, pel qual el papa Lleó XIII demanava oficialment la concentració dels catòlics a la República i les seves institucions, el diari segueix les instruccions papals:
| « | (francès) Le pape a parlé. Nous savons désormais la ligne de conduite que doivent suivre les catholiques. […] Nous remercions Dieu d'être catholiques et d'être assurés par là d'avoir, au moment opportun, la lumière qui conduit au salut à Jerusalem. Sit nomen Domini benedictum. | (català) El papa ha parlat. Ara coneixem la línia de conducta que han de seguir els catòlics. […] Donem gràcies a Déu per ser catòlics i per tenir-hi la seguretat de tenir, en el moment oportú, la llum que condueix a la salvació a Jerusalem. Sit nomen Domini benedictum. | » |

El diari va continuar el seu creixement de tirada fins als 160.000 exemplairs el 1895.

#### L'afer Dreyfus i l'antisemitisme del diari
Amb l'Afer Dreyfus La Croix prengué una seriosa deriva antisemita. Quan es descobreix la falsificació del coronel Hubert Henry, el diari no la té en compte. La Croix publicarà la rehabilitació de Dreyfus sense comentaris.
Després del pare Merklen, als anys 30, La Croix demana perdó per aquesta actitud en l'editorial del pare Michel Kubler amb data de 12 de gener de 1998:
| « | (francès) Ainsi écrivait-on, il y a cent ans, dans La Croix. Il faut s'en souvenir. Il nous faut nous en repentir. [… L]es rédacteurs de La Croix eurent en ce temps-là une attitude que rien – ni l’antisémitisme général, parfois plus excessif encore, des milieux catholiques, ni l’anticléricalisme odieux d’en face – ne saurait excuser. Ils voulaient sauver Rome et la France ? Ils n'ont fait que salir le Christ qu'ils pensaient servir. En criant “À bas les juifs!”, en se proclamant “le journal le plus antijuif de France”, notre quotidien ne voyait pas qu'il trahissait le crucifix arboré alors si fièrement en première page. | (català) Així vam escriure, fa cent anys, a La Croix. Ho hem de recordar. Ens hem de penedir. […] [Els] editors de La Croix tenien aleshores una actitud que res –ni l'antisemitisme general, de vegades més excessiu, dels cercles catòlics, ni l'odiós anticlericalisme contrari– no pot excusar. Volien salvar Roma i França? Només han embrutat el Crist a qui creien que estaven servint. En cridar “A baix els jueus!”, en autoproclamar-se “el diari més antijueu de França”, el nostre diari no va veure que traïa el crucifix exposat amb tanta orgull a la portada. | » |

#### La batalla política al voltant del laïcisme
Redactor en cap de 1883 a 1900, el pare Vincent de Paul Bailly, que signava com «Le Moine», va dirigir un diari que volia «decidir-se per la moral seriosa i una mica atapeïda de les pietoses fulles del temps.». Va crear un diari catòlic diferent: «Trencant amb la tradició, vam donar a vegades anècdotes trivials, amb caricatures de vegades arriscades i mordaces, que no salvaven cap pecador, però sempre acompanyades d'un toc de veritat, manllevat de l'esperit de fe de Jerusalem.».
Però la Croix també tenia una finalitat política: crear les condicions per a un govern que respecti o millor adopti els valors cristians. Això el conduí a una batalla frontal amb els partits laics anticlericals i a comprometre's en excés en la recerca d'una coalició impossible de tots els catòlics.
El setembre de 1899 el Papa Lleó XIII rep el pare Bailly i culpa les orientacions de La Croix. El 13 d'octubre de 1899 el Charge d'Affaires Françaises de la Santa Seu, M. de Navenne, es reuneix amb el secretari d'Estat, el cardenal Rampolla, que li assegura que Lleó XIII s'havia compromès a mantenir la política de Ralliement. Cridà al pare Bailly i li va dir que desaprovava l'esperit i el to del diari.
Tanmateix, aquestes advertències a penes foren tingudes en compte per la redacció, i el diari aviat fou objecte d'una ofensiva legal per part del govern el gener de 1900, després en apel·lació al març, el judici de dotze assumpcionistes, sobrenomenat el «moines ligueurs» (monjos de la lliga): el P. Picard, successor del P. d'Alzon com a superior general, el P. Vincent-de-Paul Bailly, redactor en cap de la Croix, el P. Saugrain, economista de la congregació i nou religiosos més comparegueren davant el tribunal del Sena com a perill per l'ordre públic i la República, sobretot perquè el diari La Croix exercia una influència considerada sediciosa. En recurs, les sancions lleus preses contra " els monjos" s'anul·larà, però no la pena addicional que és molt forta des que la congregació està dissolta.
A nivell purament religiós: "El 17 de març va arribar al pare Picard un missatge oral de Lleó XIII: el Papa va demanar als Assumpcionistes que es retiressin de l'edició de La Croix. El pare Bailly va a la redacció, s'agenolla allà i després es retira, eixugant-se les llàgrimes. Mai més tornarà a posar els peus en aquests llocs."

### Sota el tàndem Bouvattier - Bertoye (1900 - 17)
La congregació dels assumpcionistes, legalment dissolta durant el govern de René Waldeck-Rousseau, la seva editorial La Bonne Presse, editora de La Croix, va ser comprada per l'industrial catòlic Paul Féron-Vrau, qui començà a liderar-la. Després va treballar en el desenvolupament de la Bonne Presse i en l'organització de la distribució del diari. L'octubre de 1900 La Croix esdevé un diari de gran format amb 4 pàgines, l'any 1907 de 6 pàgines.
El 1901 Jules Bouvattier (1843-1917), advocat i antic diputat, n'esdevingué redactor en cap amb el pare Georges Bertoye (1857-1929), oficialment secularitzat, i que signà com «Franc» (probablement en referència al seu nom religiós, Francesc d'Assís). Durant 25 anys «Franc» aborda la tasca quotidiana del periodisme amb qualitats reconegudes: solidesa doctrinal, prudència il·lustrada, sentit de l'actualitat, amb la ferma voluntat de defensar els drets de l'Església en un context difícil. Ha d'enfrontar-se a totes les polèmiques que generen les grans qüestions de l'època: tant els afers interns de l'Església, com la condemna de Le Sillon, la separació de l'Església i l'Estat a França (1905), la condemna del modernisme per part de Pius X, la querella dels inventaris així com les preocupacions polítiques i el patriotisme exacerbats per la Gran Guerra.
La Croix torna durant la guerra de 1914, donant suplements; el retorn al gran format només es produirà el dia 26 de març de 1919.

### La nova influència de Jean Guiraud (1917 - 1927)
Jean Guiraud s'havia convertit en una figura reconeguda a nivell nacional de la resistència catòlica a la política del govern laic, ja havia escrit diversos articles per al diari i el seu ofici de professor (i historiador) li va donar totes les qualificacions necessàries. És, doncs, del tot natural que el P. Emmanuel Bailly, Superior dels Assumpcionistes i germà de Vincent, el fundador del diari La Croix, li oferís la direcció conjunta amb el P. Bertoye que va treballar molt per a aquest nomenament. S'encarregarà de la política interior i Franc tractaran temes religiosos. També rep la missió de relacions" exteriors" del diari.
Ràpidament dotà d'un un nou to el diari. Ell ho farà «introduir la història a La Croix i oferir una important aportació documental als lectors, aportant-los arguments apologètics... fa de la seva prosa una palanca, un instrument d'organització catòlica contra la fragmentació. Els lectors busquen en ell la direcció, els mots d’ordre». Les pàgines literàries apareixeran l'any 1921 (escrites inicialment per Jean Guiraud i José Vincent). Però Jean Guiraud també dedica molt de temps a les cartes dels lectors.
Molt ràpidament el nou tàndem Guiraud-Bertoye hi va acceptar, respectant cadascun escrupolosament el territori de l'altre, i la tirada diària de La Croix va tornar al seu nivell d'abans de la guerra, fins i tot superant-lo (de 160.000 a 170.000 exemplars). Amb Jean Guiraud La Croix esdevé no només un diari d'opinió, sinó també un diari complet. Però durant la crisi de l'Action Française, si La Croix va retransmetre les posicions papals, va destacar-ne en el moment àlgid de la crisi inicial (setembre-desembre de 1926). La conseqüència fou la intervenció de Pius XI, quan el desembre de 1927, per autoritat, substituí el pare Bertoye pel pare Merklen.
Així, per al pare Bertoye, acabaren 25 anys de total devoció al diari. Havia elevat La Croix de la condició de diari religiós a la de «veu de l'església».

### Sota el duo Guiraud - Merklen (1927-1939)
L'any 1927 el pare Léon Merklen, fill d'una família nombrosa alsaciana, arriba al diari La Croix. Al principi no va ser ben rebut per l'equip que es va mantenir filosòficament a les tesis d'Action française i es va mantenir allunyat de la presa de decisions importants. El 1928 va escriure al pare Gervais Quenard, superior general dels assumpcionistes: «Sóc problemàtic. Faig un paper, res més. Ja no veig quin interès pot tenir ningú en la meva presència aquí, a La Croix, ja que aconsegueixen evitar que hi influeixi.» (26 de setembre de 1928). Finalment el 1929 obtingué, després de molt debat, la direcció doctrinal de les publicacions de Bonne Presse que compartí amb el pare Lavigne.
Un dels primers efectes de la nova direcció és un suport diàfan a la condemna romana d'Action Française. Donant l'esquena al moviment de Charles Maurras, La Croix promouria, per exemple, activament la Joventut Obrera Cristiana (JOC) que el pare Georges Guérin havia fundat a França, inspirant-se en el model belga del pare Joseph Cardijn. El suport mostrat pel diari ajudarà l'església francesa a acceptar aquest moviment laic. És al P. Merklen a qui el Papa Pius XI confiarà la seva aprovació. Durant una audiència privada el 3 d'abril de 1929, va confiar el papa a l'editor del diari: " Digueu als nostres estimats jocistes que els beneïm, que els estimem».
Lentament provocà la marxa dels que no seguien aquesta línia, el pare Eusèbe Lavigne (el 1931), el pare Guy Finaert (el 1932) i els va substituir per joves col·laboradors laics, humils i devots a la seva causa. Col·locà a la redacció els seus amics de la Congregació, el pare Louis Bartz i el pare Aurèle Odil el 1930, el pare Séraphin Protin el 1934. Aquesta substitució li permeté anar transformant progressivament la línia editorial del diari, a la seva arribada força conservadora, afavorint l'entrada de col·laboradors «molt ben orientat en tots els sentits, és a dir proper a l'Acció Catòlica «hostil a l'Acció francesa, com Claude Roffat, Louis Le Bartz. Un altre personatge servirà fidelment al pare Merklen, Jean Caret ; però, en realitat, darrere d'aquest pseudònim s'amaguen tres persones successives: el 1931, hi havia Émile Coornaert, que va marxar al cap d'uns mesos, després André Toledano ; finalment, de 1938 a 1940, Jean Letourneau, futur ministre de la IV República.
Només Jean Guiraud i Pierre l'Ermite (pseudònim de l'abbé Edmond Loutil, rector de l'església Sant-François-de-Sales) resisteixen. Malgrat això, en els primers anys, la doble redacció Merklen-Guiraud representava tots els matisos del pensament catòlic, una imparcialitat d'informació, caritat i posicions coherents amb les del papat.
Des del moment que té via lliure, el P. Merklen estableix quatre objectius per al diari:
- transformació de l'opinió pública
- servir la causa catòlica
- formació dels militants catòlics per apropar-los a la jerarquia eclesial
- propagació de les idees catòliques

La nova línia que va seguir el pare Merklen també fou més favorable a l'acostament francoalemany (desapareixen les caricatures antialemanyes) intentat a finals dels anys vint (suport a Aristide Briand) i a una visió que és sovint es coneix com " social»; però, sobretot, el diari moderarà en gran part les seves posicions davant el poder polític vigent, potser per por de perdre certs avantatges adquirits per a la congregació. Així, en la seva carta del 10 d'abril de 1929, el pare Merklen convida a Jean Guiraud "pensar amb cura abans d'atacar a Poincaré, Briand i Tardieu mentre afluixen el control de l'ensenyament congregacional.". Però aquesta nova línia no va ser seguida pels lectors, i al llarg de la dècada del 1930 la tirada va anar disminuint constantment, arribant a uns 100.000 exemplars la vigília de la guerra. Hostil a les idees de Charles Maurras, el diari era igualment hostil al creixent feixisme.
El 1939 Jean Guiraud presentà la seva dimissió. No fou fins al 1969 que un altre laic (André Géraud) n'esdevingué redactor en cap. Aquesta renúncia, anunciada per un paràgraf bastant sec l'11 de novembre de 1939, sembla un acomiadament i serà molt mal viscuda per molts lectors.

### Durant la Segona Guerra Mundial i immediatament després de la guerra (1939-49)
Però l'inici de la Segona Guerra Mundial no va deixar temps al desenvolupament de la polèmica i La Croix es traslladà a Bordeus i després a Llemotges, quan Bordeus fou ocupada pels alemanys. El diari continuarà apareixent d'aquesta manera fins al 21 de juny de 1944. Només se li permetrà reaparèixer l'11 de febrer de 1945. Alguns critiquen La Croix per la seva publicació durant l'Ocupació després del novembre del 1942; però, va ser un dels pocs diaris autoritzats a reaparèixer sota el seu nom d'abans de la guerra, gràcies al comportament exemplar dels seus redactors, molts dels quals molt implicats amb la Resistència. El general de Gaulle escriu al seu «Mémoires de guerre»: «perquè La Croix, que s'havia estès una mica a la zona sud després de l'arribada dels alemanys, però de la qual uns quants escriptors van participar en la resistència, vaig pronunciar el Nihil obstat.» L'octubre de 1948, durant el XXVIII congrés de La Croix i Bonne Presse, la jerarquia catòlica indica clarament les missions del diari citant Jean Guiraud el 1936: «El diari catòlic ha de ser l'altaveu dels ensenyaments i de les directrius que provenen de Roma». El pare Merklen romandria al capdavant fins a la seva mort el 1949. Des de 1945, el diari ha estat molt lluny d'haver recuperat la seva difusió i influència prèvia a la guerra.

### De la postguerra al centenari (1949-1983)
Va ser el pare Émile Gabel (1908-1968) qui va presidir el rellançament del diari. Cap de redacció a partir de 1949, va introduir noves seccions, com l'esport, el cinema, la moda i el teatre. Va contractar una sèrie de laics de la Jeunesse Étudiante Chrétienne (JEC), com Jean Boissonnat, Noël Copin o Jacques Duquesne. Editorialment, alguns assenyalen que el diari «comença un gir obertament progressiu [25]». Per exemple, La Croix és obertament favorable als sacerdots obrers, que de fet seran autoritzats després del Concili Vaticà II. L'11 de febrer de 1956 La Croix apareix per primer cop sense el crucifix que lluïa a la portada del diari des de la seva creació: es tracta d'ampliar la difusió del diari, sobretot en la venda de quiosc, més enllà del seu lector habitual. L'editorial del dia afirmava que " El títol del nostre diari per si mateix, avui com ahir, no és una bandera?»
El pare Antoine Wenger, redactor en cap de 1957 a 1969, és un dels pocs periodistes a seguir des de dins els debats del Concili Vaticà II (1962-1965). El diari farà molt per donar a conèixer aquest consistorimais dans une interprétation exagérément progressiste, proche de celle dénoncée par le cardinal Ottaviani dès 1966 com «abusos creixents en la interpretació de la doctrina del Concili». El pare Wenger també serà un dels artífexs de la trobada que tindrà lloc el dia 7 de desembre de 1965 entre el papa Pau VI i el patriarca de Constantinoble Atenàgores.
A partir del període conciliar La Croix vol ser un lloc de debat i pluralitat dins de l'Església catòlica, en l'esperit de la Instrucció Pastoral sobre els mitjans de comunicació, Communio et Progressio, que l'any 1971 reconeix la legitimitat pluralista dels mitjans catòlics. Tanmateix, aquest posicionament no està exempt de provocar malentesos o tensions, tant dins la jerarquia episcopal com en la franja conservadora de l'Església catòlica. L'any 1977 quatre pàgines centrals reafirmaven el posicionament de La Croix:
| « | (francès) Les chrétiens ont un rôle à tenir, leur foi n'est pas concevable sans une présence, une intervention dans les réalités quotidiennes. Ils sont une des forces vive de l'opinion publique […] Au nom de la claire affirmation de son identité chrétienne, La Croix a à remonter, s'il le faut, certains courants d'opinion […] Par sa seule présence, un journal comme La Croix affirme sans arrogance, sans cléricalisme, dans le respect absolu des convictions et des incertitudes de chacun, qu'enfoui dans le cœur de l'homme, Dieu est comme un surgeon qui repousse inlassablement des arbres que l'on coupe. | (català) Els cristians tenen un paper a jugar, la seva fe és inconcebible sense presència, una intervenció en les realitats quotidianes. Són una de les forces vives de l'opinió pública […] En nom de la clara afirmació de la seva identitat cristiana, La Croix ha de pujar, si cal, determinats corrents d'opinió […] Per mera presència, un diari com La Croix afirma sense arrogància, sense clericalisme, amb un respecte absolut per les conviccions i les incerteses de cadascú, que enterrat en el cor de l'home, Déu és com un xuclador que fa créixer incansablement els arbres que tallem. | » |

L'època va ser sacsejada per grans qüestions que dividirien la societat francesa, com la descolonització. A l'inici de la Guerra d'Algèria, La Croix va adoptar una postura de suport a la política dels diferents governs que no van poder controlar la situació. La Croix és un dels primers diaris a denunciar les tortures practicades durant la guerra d'Algèria, a través d'una sèrie d'investigacions realitzades per Jacques Duquesne i que apareixen des del8 de gener de 1958 Aquesta denúncia no pesarà en la distribució del diari, que fins i tot avançarà, però es traduirà en una fractura amb part dels seu lectors que no entendran la postura del diari.
El març de 1968 La Croix es publica en format tabloide. El gener del 1972 passa a ser La Croix-l'Événement. La tria d'aquest nou títol denota la voluntat de la redacció de demostrar que el diari és un diari com qualsevol altre. Conserva una audiència nacional fidel i entorn del 87% de les vendes es fan per subscripció, però la baixa tirada i els modestos recursos publicitaris condueixen a dèficits d'explotació, que es cobreixen, però, amb els beneficis de la resta de publicacions del grup Bayard (Le Pèlerin, Notre temps, diverses publicacions per a infants, entre elles Pomme d'api).

### Un diari centenari
Per celebrar el seu centenari l'any 1983 La Croix-l'Événement va adoptar una nova disposició molt més atractiva, va obrir noves seccions i va veure l'arribada el 1983 de Noël Copin, com a redactor en cap i director de la redacció. El diari es beneficiarà de la dimensió mediàtica adquirida a la televisió (Antenne 2) per l'antic periodista polític de La Croix. Es mantindrà al capdavant del diari fins a la seva jubilació a finals de 1994. No obstant això, el nombre de lectors del diari continua disminuint.
A més, el grup Bayard va invertir en la modernització de La Croix amb la introducció de l'edició electrònica i el llançament, l'any 1987, d'una base de dades de text complet del diari. Va ser també en aquesta època que el pare Bruno Chenu, un assumpcionista, qui assumirà la funció de redactor en cap religiós entre 1988 i 1997. Aquest definí la línia del diari sobre diversos esdeveniments que travessen l'Església de França en aquests anys, entre ells l'afer Gaillot i l'assassinat dels monjos de Tibhirine. Després del tractament d'aquest darrer afer a La Croix, la família de Christian de Chergé va encarregar a Bruno Chenu publicar els textos del testament espiritual del prior difunt, que apareixeria sota el títol L'invincible espérance (L'invencible espoir).

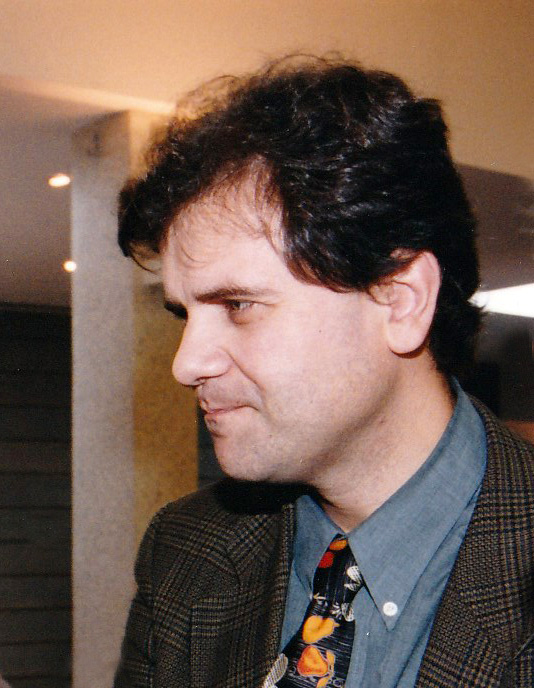
Jean-Christophe Ploquin, llavors redactor en cap, al Festival Internacional de Geografia el 1998.

L'any 1995 Bruno Frappat, nou director editorial de La Croix i antic director editorial de Le Monde, li donà un nou impuls. Va ser en aquest moment que el diari va optar per tornar al seu nom original, La Croix, i per reafirmar la seva identitat catòlica. Mentre el conjunt de la premsa s'enfronta a una desafecció del lector, l'elecció d'una publicació matinal (des de la seva creació, La Croix es publicava al vespre), l'11 de gener de 1999, va permetre a La Croix augmentar les seves vendes amb una tirada pagada de 103.404 exemplars l'any 2005 enfront de 87.891 exemplars l'any 2001 (xifres de l'OJD). La línia editorial segueix la de l'Església de França, que busca com dur la paraula cristiana en una societat cada cop més laica. Això indueix una recerca d'una major visibilitat, mentre que l'esforç apostòlic posterior al Concili Vaticà II havia insistit en una espiritualitat de sepultura. Això és el que alguns anomenen els excessos del Vaticà II. El diari també dialoga amb l'Església institucional, com l'any 2000, quan l'editorial Michel Kubler va declarar la seva oposició a Dominus Iesus . Però el diari sempre presenta explícitament la seva identitat catòlica

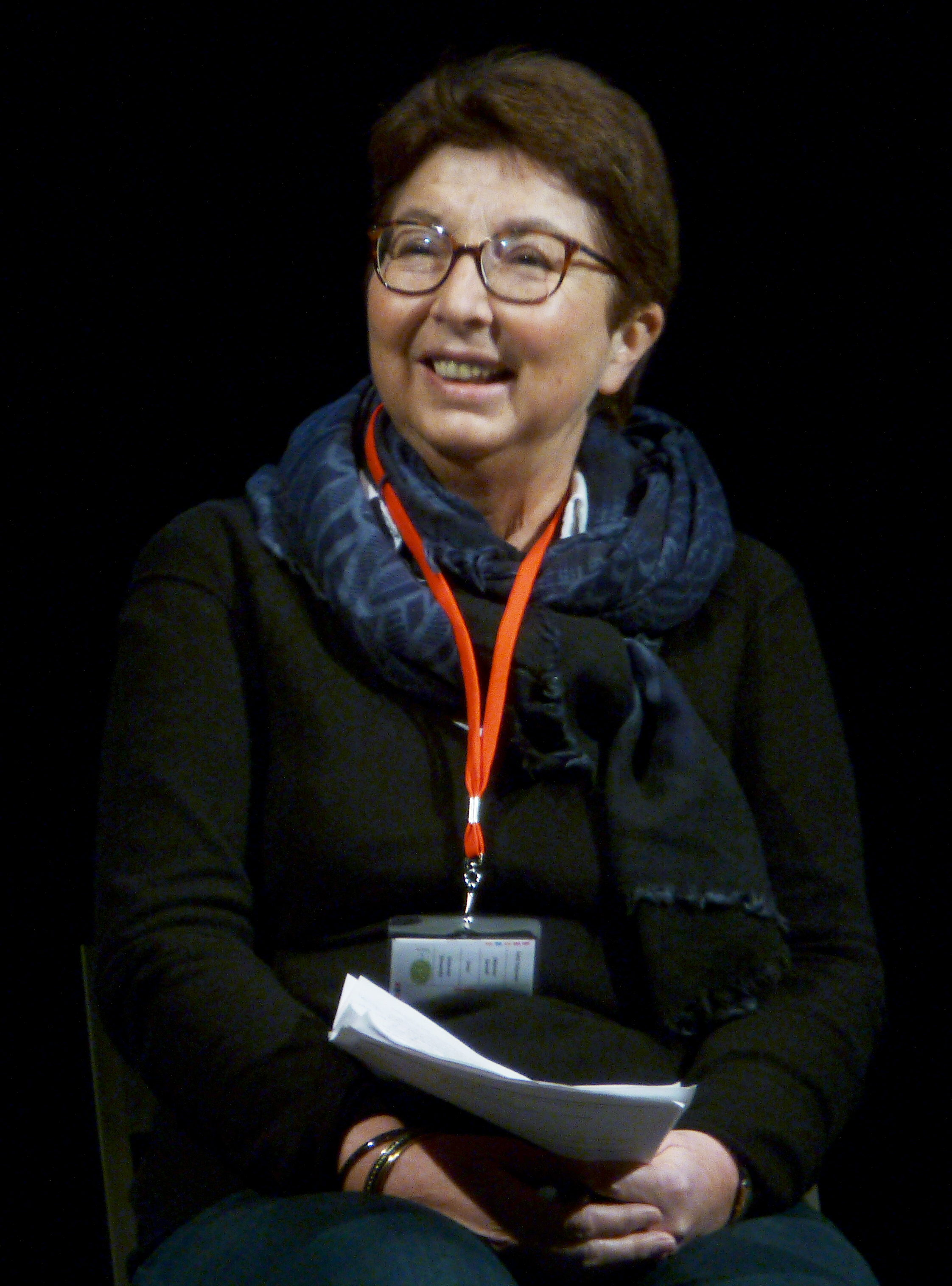
Dominique Quinio, directora del diari del 2005 al 2015

L'any 2005 Dominique Quinio es va convertir en directora editorial del diari. És la primera dona que ocupa aquest càrrec a França a la premsa nacional. el 21 de novembre de 2006, el diari es modernitza proposant una nova fórmula (evolució del model, sobre el plànol gràfic i en l'organització de les capçaleres). El web del diari, www.la-croix.com, també està canviant. L'abril del 2011 el diari inicia una nova fórmula bimèdia per renovar el seu projecte editorial, reforçar el vincle amb els seus lectors i adaptar-se a les pràctiques dels nous mitjans. Es posa en marxa un nou model de paper i es renova la web www.la-croix.com. Unes setmanes més tard estan disponiblesaplicacions per a telèfons intel·ligents i tauletes.
Segons la franja de l'Església catòlica que es considera conservadora, des de l'elecció de Benet XVI, el diari, que encara s'afirma lligat al Concili Vaticà II, " va moderar la seva crítica a les posicions de la Santa Seu "encara que ella consideri que el diari «segueix sent reconegut per les seves posicions progressistes». Per a alguns observadors, però, aquestes categories, que provenen del món polític, ja no són adequades per descriure l'Església catòlica actual.
Una de les màximes del diari és «fidelitat doctrinal, llibertat editorial», que s'assembla a una frase del pare Emmanuel d'Alzon: «Hem de treballar sempre per Roma, de vegades sense Roma, mai en contra»; com assenyala Dominique Quinio en una entrevista.
| « | (francès) De tous temps le souci de La Croix a été d’établir un dialogue, de lancer des ponts entre Église et société. Un dialogue, un pont, à double sens: nous devons permettre à la société de mieux entendre et de mieux comprendre ce qui est à l’œuvre dans une institution comme l’Église catholique….. Et inversement, il nous faut permettre à des gens qui se situent à l’intérieur de l’Église de mieux comprendre ce monde dans lequel ils vivent. | (català) La preocupació de La Croix sempre ha estat establir un diàleg, construir ponts entre l'Església i la societat. Un diàleg, un pont, bidireccional: hem de permetre que la societat escolti i entengui millor el que funciona en una institució com l'Església catòlica... I, a la inversa, hem de permetre que les persones dins de l'Església entenguin millor el món en què ells viuen. | » |

El seu tractament de la informació sovint es presenta com a força desfavorable a les tendències tradicionals, els articles fan una mirada pacífica a la qüestió ritual.
Des del febrer del 2015 Guillaume Goubert és el director de La Croix. Jérôme Chapuis assumí la direcció de la redacció a mitjans del 2021.
Al maig del 2017 i al 2022 La Croix han demanat el vot per Emmanuel Macron a la segona volta de les eleccions presidencials.

## Difusió
Aquí teniu la circulació de La Croix, segons dades de l'ACPM.
| Any                                               | 2009    | 2010    | 2011    | 2012    | 2013    | 2014    | 2015    | 2016    | 2017    | 2018     | 2019     | 2020     | 2021               |
| ------------------------------------------------- | ------- | ------- | ------- | ------- | ------- | ------- | ------- | ------- | ------- | -------- | -------- | -------- | ------------------ |
| Difusió France payée                              | 95.130  | 94.439  | 93.586  | 94.122  | 94.673  | 93.149  | 92.280  | 91.467  | 89.558  | 87.260   | 87.682   | 86.440   | 84.562             |
| Variació                                          | -       | - 0,7 % | - 0,9 % | + 0,6 % | + 0,6 % | - 1,6 % | - 0,9 % | - 0,9 % | - 2,1 % | - 2,62 % | + 0,48 % | - 0,64 % | Plantilla:Variació |
| Difusió total (incloent la gratuïta i estrangera) | 103.738 | 106.151 | 107.022 | 105.599 | 105.069 | 102.372 | 100.632 | 100.831 | 100.012 | 97.009   | 100.259  | 96.789   | 95.075             |

## Resultats financers
Al 30 de juny de 2018 Bayard Presse assolí una facturació de 185.937.000 € amb unes pèrdues de 2.044.000 € i una plantilla (dada a 30/06/2017) de 860 col·laboradors.

## Premis
L'any 2012 el diari es va classificar com a segon millor diari nacional darrere de Libération en el mateix rànquing.
Al setembre del 2014 la Croix rep de nou el premi CB News com «millor diari nacional».

## Baròmetre La Croix
El "Baròmetre de la confiança en els mitjans" iniciat l'any 1987 pel diari La Croix amb l'institut de votació Kantar (abans TNS Sofres). L'any 2021, en plena pandèmia de COVID-19, mostra una confiança renovada de la població francesa en la informació, els mitjans privilegiats i el judici sobre el treball dels periodistes. Aquest baròmetre està sota la responsabilitat del director editorial del diari (Guillaume Goubert el 2021).

## Col·laboradors destacats
- France Quéré
- François Mauriac
- Jacques Duquesne
- Daniel-Rops
- Émile Poulat